# Canal Saint-Denis

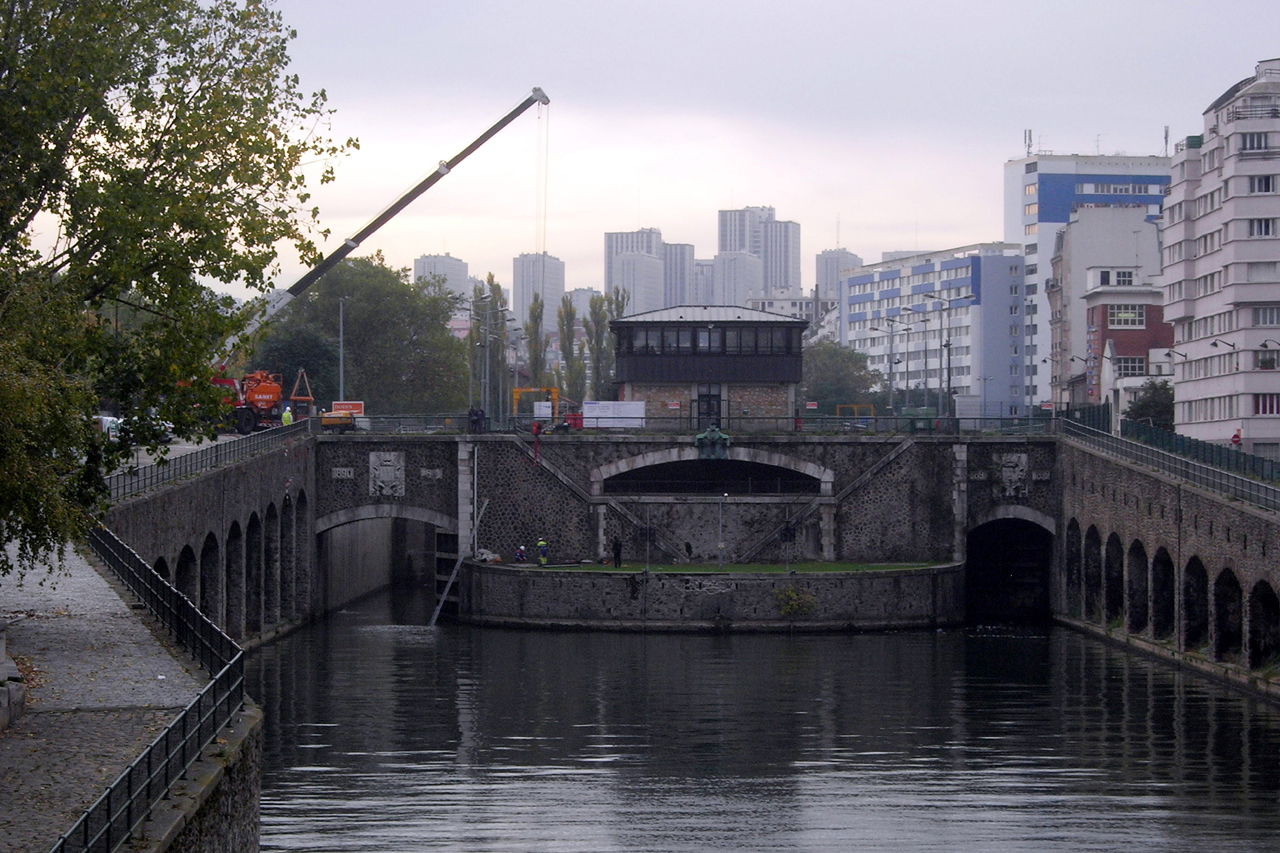
Canal Saint-Denis

Canal Saint-Denis är en kanal i Paris i Frankrike som öppnades för trafik 1824.
Kanalerna Saint-Denis och Saint-Martin planlades redan på 1700-talet för att korta ned transporttiden för fartygen på Seine genom att skära igenom en krök på floden. Beslutet att inleda bygget fattades av Napoleon I 1802 men kom inte igång förrän 1825 respektive 1821.
Kring Saint-Denis har den industriella karaktären bevarats och dess övergivna kajer med sina småindustrier påminner ofta om scener i en fransk film noir.